# Eogyrinidae
Eogyrinidae — вимерла родина великих довготілих чотириногих, що жили в річках пізнього карбонового періоду.

## Галерея

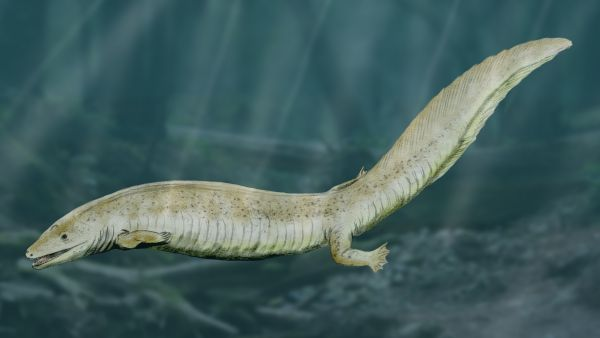
Eogyrinus.
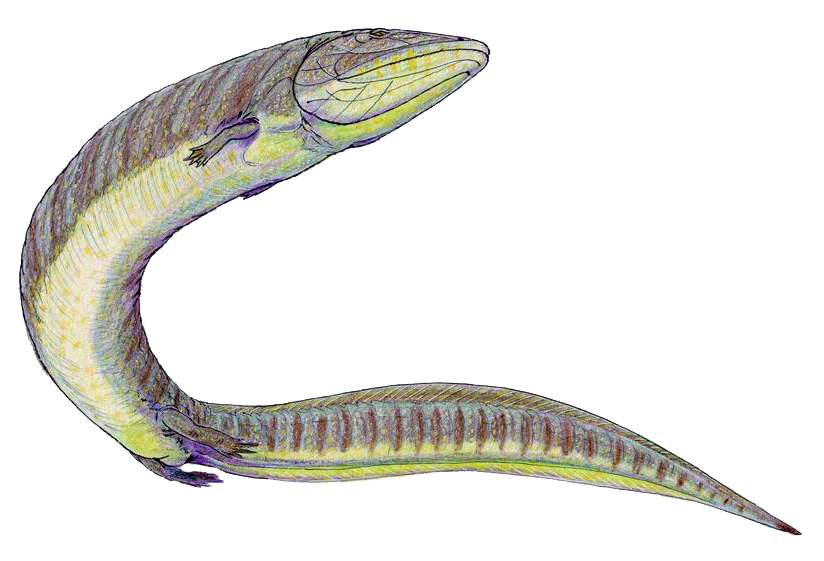
Pteroplax.
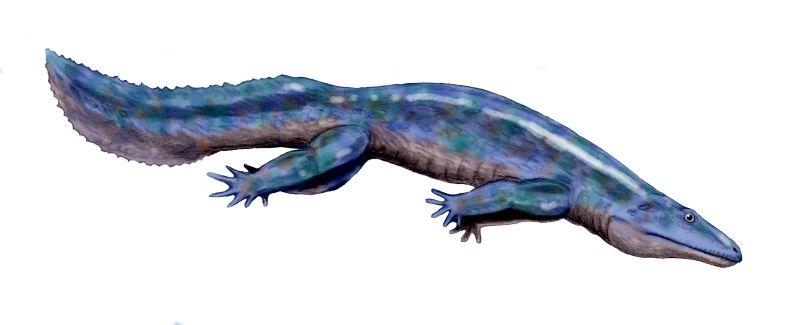
Diplovertebron